# Punzón central
Un punzón central es una herramienta que se usa comúnmente para marcar los sitios donde se taladrará algún material, concepción de la cual se inventaron después los punzones centrales automáticos, caracterizados por prescindir del uso de un martillo para accionarlos.
Cuando una broca entra en contacto con una superficie plana, tiende a oscilar sobre el material hasta obtener suficiente presión para comenzar a abrir un orificio. Un punzón central crea un pequeño hundimiento en el cual la punta de la broca encaja y se elimina así este inconveniente.
Cuando se perforan huecos más grandes y el diámetro de la broca es más ancho que la muesca producida con un punzón central, puede suceder que el barrenado resulte defectuoso. Un punzón central generalmente tiene una punta que cuando es vista de perfil, sus lados se aprecian opuestos en 90 grados uno del otro.
Se le conoce también como centro punzón, centrapunzón, otros.
- Datos: Q9064848